# Розливи
Розли́ви (до 1948 — Сеїтлер-Вакиф, крим. Seyitler Vaqıf) — село Білогірського району Автономної Республіки Крим.

## Розташування
Розливи — село в центрі району, в степовому Криму, висота над рівнем моря — 20 м . Найближчі села: практично, впритул примикають на півдні Плодове, на південному сході — Нижньогірський і Зелене — в 300 м на схід. Найближча залізнична станція — Нижньогірська (на лінії Джанкой — Феодосія).

## Історія
Перша документальна згадка села зустрічається в Камеральному Описі Криму … 1784, судячи з якого, в останній період Кримського ханства Seyitler Vaqıf входив до Насивський кадилик Карасбазарськаго каймаканства.

## Населення
Згідно з переписом УРСР 1989 року чисельність наявного населення села становила 84 особи, з яких 39 чоловіків та 45 жінок.
За переписом населення України 2001 року в селі мешкало 577 осіб.

### Мова
Розподіл населення за рідною мовою за даними перепису 2001 року:
| Мова              | Відсоток |
| ----------------- | -------- |
| кримськотатарська | 75,17 %  |
| російська         | 21,50 %  |
| українська        | 1,17 %   |
| білоруська        | 0,17 %   |
| інші              | 1,99 %   |